# جيمس ويليام دنفر
جيمس ويليام دنفر (James William Denver) (ولد في 23 أكتوبر، 1817 وتوفي في 9 أغسطس 1892)، كان سياسيا أمريكيا وجنديا ومحاميا وممثلا قديرا.
عمل في حكومة ولاية كاليفورنيا كضابط في القوات البرية الأمريكية وشارك في حربين وكعضو ديمقراطي في مجلس النواب الأمريكي عن ولاية كاليفورنيا. كما لعب أدوار مهمة في مسرحيتي هاملت ومكبث، شغل منصب أمين وحاكم لإقليم كانساس. لُقبت مدينة دنفر أسوة به.

## مسيرته وحياته المبكرة

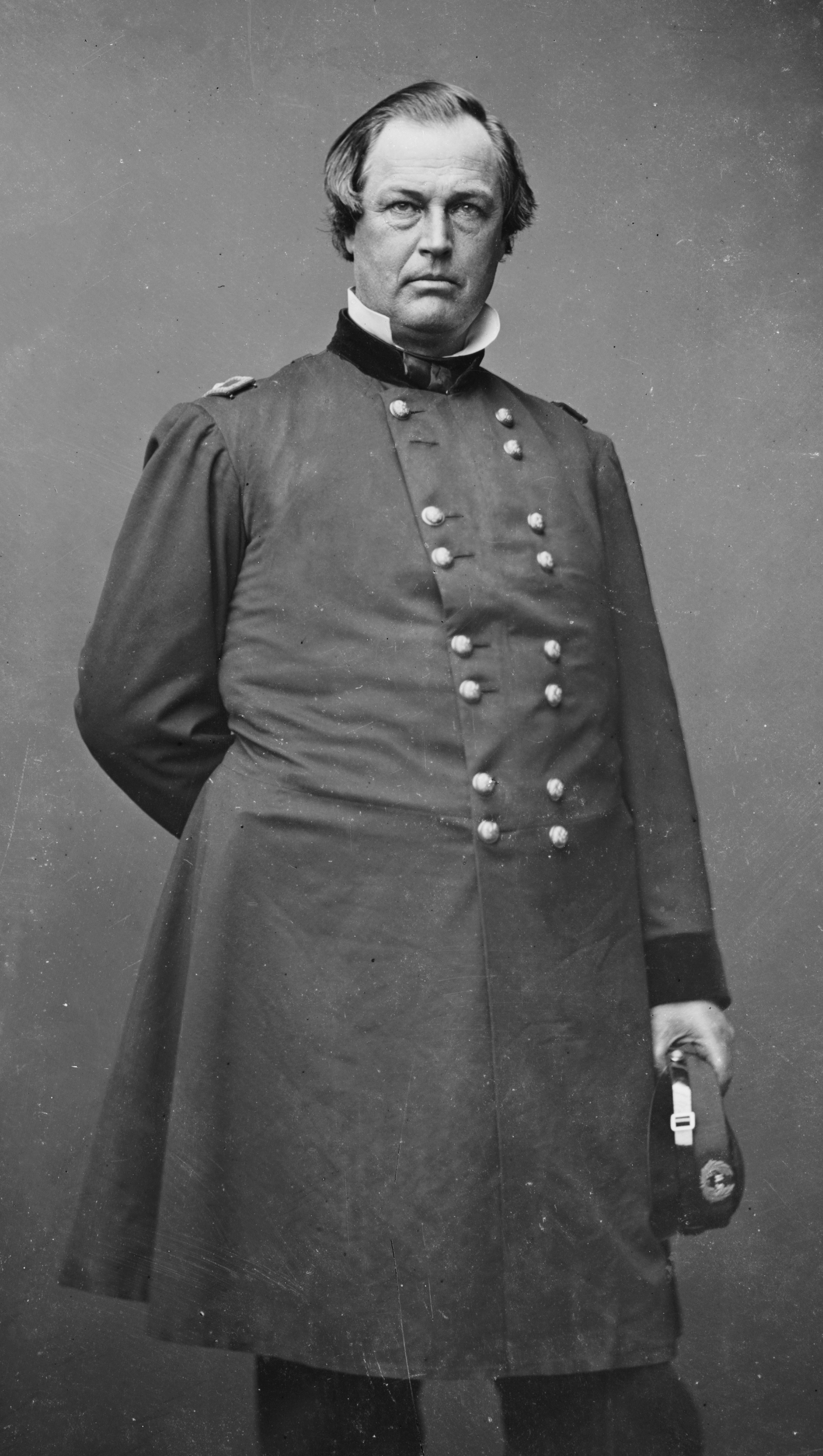
جيمس ويليام دنفر

وُلد دنفر في وينشستر، فيرجينيا، درس في عدة مدارس عامة وانتقل إلى ولاية أوهايو مع والديه عام 1830 وتحديدا في ويلمنجتون. درس في إحدى مدارس ميسوري عام 1841، وتخرج عام 1844 من مدرسة القانون التابعة لجامعة سينسيناتي، ومارس مهنة القانون قرب مدينة زينيا. غادر باتجاه بلات سيتي حيث واصل ممارسة مهنته إضافة إلى اهتمامه بموهبة التمثيل.
قام بتجنيد شركة في عام 1847 للمشاة المتطوعين في الفوج الأمركي الثاني عشر أثناء الحرب المكسيكية الأمريكية وكُلف بمهمة نقيب تحت إمرة الجنرال وينفيلد سكوت. بعد انتهاء الحرب في عام 1850، سافر دنفر إلى ولاية كاليفورنيا، حيث أصبح يعمل كتاجر. قام في 2 أغسطس عام 1852 بقتل رئيس تحرير صحيفة ويدعى إدوارد غيلبرت أثناء مبارزته. وفي نفس العام اُنتخب عضوا في مجلس شيوخ ولاية كاليفورنيا وعُين فيما بعد وزيرا للخارجية وانتخب في عام 1854 ممثلا عنها في الكونغرس الأمريكي من 4 مارس 1855 - 3 مارس 1857 كما قال أنه لن يتقدم بمطلب آخر للترشح من جديد. في 17 أبريل، 1857، عينه الرئيس جيمس بيوكانان مفوضا للشؤون الهندية. استقال من منصبه في 17 يونيو 1857، وعُين أمينا لإقليم كانساس من قبل بوكانان وتم تعيينه في ديسمبر 1857 كحاكم للإقليم، وفي اليوم الذي تولى هذا المنصب، صوت المواطنون على دستور يكومبتون والذي يقضي بفتح أراضي الإقليم للعبيد. أثار هذا القرار معارضة من قبل مجموعة من المواطنين تطلق على نفسها فري ستابتر والتي تعمل جاهدة على تحرير العبيد، ولكن أُقر هذا الدستور المؤيد للعبودية بأغلبية ساحقة. وقد اُكتشف لاحقا بأن عمليات احتيال تمثلت في نزوير لآلاف من الأصوات قد حصلت من قبل المجموعة الداعمة للعبودية وهي بوردر روفيان حيث عبر أفرادها إلى أراضي كانساس من ولاية ميسوري بهدف الإدلاء بأصواتهم المؤيدة للعبودية وقد ألغي التصويت في انتخابات لاحقة في أغسطس 1858. تم الاعتراف بكنساس كدولة حرة من قبل الاتحاد عام 1861.
وفي نوفمبر 1858، في حين كان دنفر لا يزال يشغل منصب حاكم الإقليم، قام وليام لاريمر، الابن المضارب في مجال الأراضي من مدينة ليفينورث في تقسيم أراض من مدينة دنفر على طول نهر بلات في جنوب مقاطعة أراباهو في غربي إقليم كانساس، وهذه الأرض الجديدة أُطلق عليها كولورادو. اختار لاريمر اسم «دنفر» لتكريم الحاكم الحالي للإقليم كما أشار على أن يقع الاختيار على المدينة لتكون مركزا مقاطعة أراباهو. وفي الواقع حصل «ويليام دنفر» و «ويليام لايرمر» على تسوية من «سانت شارلز» أثناء تجمع حشد من الأشخاص من شيري كريك وجنوب نهر بلات لتغيير اسم المدينة إلى دنفر أملا أن تصبح مركزا للمحافظة.
تقاعد دنفر كحاكم للإقليم في نوفمبر 1858 وأُعيد تعيينه كمفوض للشؤون الهندية، واستقال في 31 مارس 1859.

## سيرته والحرب الأهلية
بعد أشهر قليلة من بدء الحرب الأهلية الأمريكية في أوائل عام 1861، عين الرئيس أبراهام لينكون دنفر كعميد في جيش المتطوعين في 14 أغسطس، كما قدم تقريرا عن الأوضاع في مدينة فورت سكوت بكنساس، وتولى في يناير قيادة كل القوات الفدرالية في المحافظة. استقال من الجيش في 5 مارس 1863. وبعد نهاية الحرب، رجع دنفر ليمارس القانون في واشنطن العاصمة من جديد وكذلك في ويلمنجتون بأوهايو.
شغل منصب مندوب عن المؤتمر الوطني الديمقراطي في عام 1876 و1880 و1884، وذكر أنه كان مرشحا محتملا عن الحزب الديمقراطي للرئاسة في عام 1876 و1884، على الرغم من أنه لم يقدم اسمه في مطلب الترشيح بشكل رسمي.
توفي في واشنطن العاصمة عام 1892، ودفن في مقبرة بويلمنجتون، أوهايو. وكان ابنه ماثيو دنفر عضوا في الكونغرس الأمريكي عن أوهايو من 1907 إلى 1913.